# 서울양천우체국
서울양천우체국(서울陽川郵遞局)은 우편 · 금융서비스 업무를 수행하는 서울지방우정청 소속 우체국이다. 서울특별시 양천구 목동서로 117에 있다.

## 기본 정보
- 주소: 서울특별시 양천구 목동서로 117 (목동)
- 우편번호: 07988

## 연혁
- 1988년 5월 9일: 서울양천우체국 개국(2과 9계)
- 1996년 5월 27일: 서울강서우체국 분리
- 1997년 10월 1일: 편제개편(3과 1실)
- 2004년 7월 1일: 서울지법남부지원우체국을 서울남부지방법원우체국으로 명칭 변경[1]
- 2008년 8월 13일: 서서울물류센터 개국
- 2014년 1월 1일: 우편구역을 다음과 같이 고시[2]

| 배달국         | 배달구역      | 구역번호      |
| -------------- | ------------- | ------------- |
| 서울양천우체국 | 양천구 전지역 | 07900 ~ 08111 |

- 2014년 9월 30일: 서울목2동우편취급국, 서울목동동신우편취급국 위탁계약 해지[3]
- 2014년 10월 1일: 서울목2동우편취급국, 서울목동동신우편취급국 재개국[3]
- 2014년 11월 30일: 서울신정6동우편취급국 위탁계약 해지[4]
- 2014년 12월 1일: 서울신정6동우편취급국 재개국[4]
- 2015년 12월 4일: 서울남부지방법원우체국 폐국[5]
- 2018년 4월 2일: 서울목3동우체국 폐국[6]
- 2024년 4월: 재건축 시작

## 관할 우체국
| 우체국명                | 사진 | 주소                                                            | 비고                                                                     |
| ----------------------- | ---- | --------------------------------------------------------------- | ------------------------------------------------------------------------ |
| 서서울물류센터          |      | 서울특별시 양천구 목동서로 117 서울양천우체국내(목동)           |                                                                          |
| 서울남부지방법원우체국  |      | 서울특별시 양천구 신월로 386(신정동)                            | 2004년 7월 1일 서울지법남부지원우체국에서 명칭 변경 2015년 12월 4일 폐국 |
| 서울남부지방법원 출장소 |      | 서울특별시 양천구 신월로 386 (신정1동)                          |                                                                          |
| 서울목2동우편취급국     |      | 서울특별시 양천구 목동중앙로 105(목동)                          |                                                                          |
| 서울목3동우체국         |      | 서울특별시 양천구 목동중앙남로3가길 127, 상진지오벨리 1층(목동) | 2018년 4월 2일 폐국                                                      |
| 서울목동대림우편취급국  |      | 서울특별시 양천구 오목로54길 9(목동)                            |                                                                          |
| 서울목동동신우편취급국  |      | 서울특별시 양천구 목동중앙북로5길 30(목동)                      |                                                                          |
| 서울삼보우편취급국      |      | 서울특별시 양천구 지양로 46-1(신월동)                           |                                                                          |
| 서울신월1동우편취급국   |      | 서울특별시 양천구 곰달래로10길 9(신월동)                        |                                                                          |
| 서울신월2동우체국       |      | 서울특별시 양천구 오목로 138(신정동)                            |                                                                          |
| 서울신월3동우체국       |      | 서울특별시 양천구 남부순환로 364(신월동)                        |                                                                          |
| 서울신정1동우체국       |      | 서울특별시 양천구 신월로 368(신정동)                            |                                                                          |
| 서울신정3동우체국       |      | 서울특별시 양천구 신정로 306(신정동)                            |                                                                          |
| 서울신정6동우편취급국   |      | 서울특별시 양천구 신목로5길 23-2(신정동)                        |                                                                          |
| 서울신정단지우편취급국  |      | 서울특별시 양천구 신월로 318(신정동)                            |                                                                          |

## 조직
- 경영지도실
- 우편물류과
  - 집배실
  - 민원실
  - 소포실
  - 소포물류실
  - 운용실
- 지원과
- 영업과
  - 고객지원실

## 재건축
목동 포스트 스퀘어 (POST SQUARE)는 재건축을 하는 빌딩이다. 